# Testa tra le nuvole, Pt. 1
Testa tra le nuvole, Pt. 1 è un singolo del cantautore italiano Alfa, pubblicato il 19 marzo 2019 come primo estratto dall'album in studio Before Wanderlust.

## Video musicale
Il videoclip del brano è stato pubblicato il 21 marzo 2019 sul canale YouTube del cantautore.

## Tracce
1. Testa tra le nuvole, Pt. 1 – 2:23 (testo: Andrea De Filippi, Lorenzo Milano, Alessandro La Cava – musica: Yanomi)